# Apis mellifera x Buckfast
L'Apis mellifera x Buckfast è un insetto appartenemente alla specie Apis mellifera.

## Storia
L'ibrido di Apis mellifera Buckfast è stato selezionato da Padre Adam, al secolo Karl Kehrle, il quale svolgeva la sua attività presso l'abbazia di Buckfast (Buckfastleigh).
All'inizio del XX secolo le popolazioni di ape europea vennero decimate dall'acariosi dell'Isola di Wight. Questa patologia, in seguito attribuita all'Acarapis woodi, uccise soltanto nelle isole britanniche migliaia di colonie.
Padre Adam iniziò l'importazione di sottospecie resistenti da tutto il mondo al fine di selezionare un ibrido resistente al parassita, ora conosciuto come l'ape Buckfast.
Questo diede inizio ad una controversia con molti apicoltori inglesi, capeggiati da Beowulf Cooper, i quali sostenevano che gli ibridi non fossero adatti per l'apicoltura Britannica e cercarono di isolare sciami di Ape nera che Padre Adam considerava ormai estinta. Da queste famiglie provarono ad allevare lineaggi in purezza, geneticamente quanto più vicini alle api originarie. Cooper fondò un'associazione ora nota come Bee Improvement and Bee Breeders Association, per sviluppare e diffondere l'ape britannica.

## Caratteristiche
L'ape Buckfast è oggi molto popolare tra gli apicoltori, soprattutto nelle isole Britanniche, e viene allevata in molte parti del mondo. Possiede infatti molte caratteristiche positive. Con l'eccezione della variante americana, è molto docile ed è spesso considerata in molte caratteristiche superiore all'ape italiana.
I loro difetti principali sono una forte tendenza a legare i favi con ponti cerei, e l'abbondante applicazione della propoli sulle pareti interne dell'arnia, al punto da rendere difficoltosa una delle pratiche principali della moderna apicoltura: la facilità nella rimozione dei favi per l'ispezione.